# 秘密 (小说)
《秘密》是日本作家東野圭吾的長篇懸疑小說。文藝春秋於1998年9月起刊行連載。英文版譯名《Naoko》（主角直子的日語唸法）。本作是東野圭吾《放學後》之後至《嫌疑犯X的獻身》之前，被翻譯成最多國語言的書籍。
1999年，由廣末涼子、小林薰主演，瀧田洋二郎導演的同名電影在日本公映。2007年歐美電影版由洛·比桑製作，文森特·佩雷斯執導、大衛·杜考夫尼主演，以「Si j'étais toi」（法文）、「The Secret」（英文）為名。2010年，由佐佐木藏之介、志田未來主演，朝日電視台決定10月15日起播映同名電視劇。

## 出版書籍
| 出版社                  | 出版日期                 | 格式   | 頁數        | ISBN/EAN               | 譯者           |
| ----------------------- | ------------------------ | ------ | ----------- | ---------------------- | -------------- |
| 文藝春秋                | 1998年9月                | 單行本 | 415頁       | ISBN 978-4-16-317920-9 | 不適用         |
| 大韩民国                | 1999年6月10日            | 平裝書 | 278頁(上)   | ISBN 978-897-919131-8  |                |
| 大韩民国                | 1999年6月10日            | 平裝書 | 268頁(下)   | ISBN 978-897-919132-5  |                |
| 台灣東販                | 2000年6月10日            | 平裝書 | 392頁       | ISBN 978-957-473-010-0 | 許尹露         |
| 文藝春秋                | 2001年5月                | 文庫本 | 452頁       | ISBN 978-4-16-711006-2 | 不適用         |
| 大韩民国                | 2002年10月31日           | 平裝書 | 278頁(上)   | ISBN 978-897-919395-4  |                |
| 大韩民国                | 2002年10月31日           | 平裝書 | 268頁(下)   | ISBN 978-897-919396-1  |                |
| Vertical                | 2004年8月1日             | 平裝書 | 288頁       | ISBN 978-193-223407-7  | Kerim Yasar    |
| Dalai Editore           | 2006年1月1日             | 精裝書 | 432頁       | ISBN 978-888-490956-5  | P. Scrolavezza |
| 大韩民国                | 2008年2月10日            | 平裝書 | 477頁       | ISBN 978-897-919784-6  |                |
| JBOOK                   | 2008年2月                | 平裝書 | 305頁       | ISBN 978-974-989-986-1 |                |
| 海南出版社 南海出版公司 | 2008年6月 2017年10月17日 | 平裝書 | 377頁 336页 | ISBN 978-780-700150-8  | 趙博 连子心    |
| 越南                    | 2011年1月                | 平裝書 | 468頁       | EAN 8936024915858      |                |
| 台灣東販                | 2011年4月12日            | 平裝書 | 352頁       | ISBN 978-986-251-462-7 | 許尹露         |
| 化學工業出版社          | 2014年1月24日            | 平裝書 | 343頁       | ISBN 978-712-218422-1  | 章程           |

## 書籍評價
本作出版於1998年，為東野圭吾第二部獲得大獎的作品。第一部得大獎作品為初出版的《放學後》，時隔13年。
- 第120回 「直木三十五獎」　入圍
- 第20回 「吉川英治文學新人獎」　入圍
- 第52回 「日本推理作家協會獎」長篇類別　獲獎（與香納諒一的《幻之女》同時獲獎）
- 1998年 「週刊文春推理小說 Best 10」　第3名
- 1999年 「這本推理小說真厲害！」　第9名
- 1999年 「本格推理小說 Best 10」　第16名[1]

| 獎項                                        | 獎項                                                                                | 獎項                                                   |
| ------------------------------------------- | ----------------------------------------------------------------------------------- | ------------------------------------------------------ |
| 上一届： 馳星周 《鎮魂歌》 桐野夏生 《OUT》 | 日本推理作家協會獎（長篇及連作短篇集） 第52屆 東野圭吾 《秘密》 香納諒一 《幻之女》 | 下一届： 天童荒太 《永遠的仔》 福井晴敏 《亡國的神盾》 |

## 故事簡介
杉田平介的妻子直子和女兒藻奈美乘坐的巴士墜入懸崖。妻子直子喪生，但她的靈魂却附在11歲女兒藻奈美身上。直子與平介仍然深深相愛，但擔心藻奈美的靈魂可能回來，在考慮到現實狀況下，他們被迫以新的身份生活下去。兩人的相愛與原有身份成為秘密，以一枚戒指為憑證。然而直子的思想和性格越來越像重生少女，平介漸難感應到直子的氣息。隨着時光流逝，兩人的感情深受考驗。他們的真實關係是極深的秘密，而兩人對於這份新關係的想法，也是連對方都不能透露的秘密。

## 登場人物
杉田 平介（Sugita Heisuke）
在汽車零件公司的生產工廠工作的工程師。因為故事設定的當時朝向泡沫經濟的時期，每天都很忙。
杉田 直子（Sugita Naoko）
平介之妻。因車禍事故死去，靈魂轉移到女兒藻奈美的身上。
杉田 藻奈美（Sugita Monami）
平介與直子的女兒。車禍時多虧直子以身體守護，藻奈美幾乎沒有肉體外傷奇蹟得救。
藻奈美的身體被母親直子的魂寄宿。
橋本 多恵子（Hashimoto Taeko）
藻奈美的小學導師。
藤崎 和郎（Huzisaki Kazuo）
作為滑雪巴士事故的受害者聯盟的成員與平介相識。他的兩個女兒皆死於這場意外。
梶川 幸廣（Kazikawa Yukihiro）
引起滑雪巴士事故的司機。工作性格熱情，因加班的原因導致事故發生。
根岸 文也（Negishi Humiya）
幸廣之子。事故當時是大學生。
相馬 春樹（Souma Haruki）
直子高中時代的先輩，從屬於網球隊。

## 電視劇
- 2010年改編由志田未來主演的電視劇《秘密》
- 中國網路劇《秘密》[2]

## 電影
1999年9月25日，東寶系公開。故事的設定與原作略有不同，是從藻奈美就讀高校時開始。

### 主演
- 杉田藻奈美、杉田直子 - 廣末涼子：全劇一人分飾二角。
- 杉田平介（藻奈美之父） - 小林薰
- 杉田直子（藻奈美之母） - 岸本加世子
- 梶川文也（幸廣之子） - 金子賢
- 橋本多恵子（藻奈美之高校教師） - 石田百合子
- 相馬春樹（藻奈美之大學學長） - 伊藤英明
- 木村邦子（藻奈美之高校同學） - 篠原友惠
- 吉本和子 - 柴田理惠
- 梶川幸廣 - 大杉漣
- 三郎（直子之父） - 山谷初男
- 容子（直子之姊） - 橘雪子
- 藤崎 - 國村隼
- 木島 - 德井優
- 龜田 - 廣岡由里子
- 小田島（藻奈美之高校同學） - 內山信二
- 富雄 - 冷泉公裕
- 好美 - 塩崎沙織
- 友紀 - 淺見麗奈
- 里香 - 生田泉
- 真美 - 金井良子
- 律師 - 齊藤曉
- 壽司店老闆 - 螢雪次朗
- 医師 - 並樹史朗
- 護士 - 成瀨文枝
- 被害者之會幹部 - 山中篤
- 新聞記者 - 柴田秀一
- 大學教師 - 東野圭吾

### 製作人員
- 原作 - 東野圭吾《秘密》（文藝春秋刊）
- 出品人 - 兒玉守弘
- 企劃 - 原田敏明（日语：原田敏明）
- 劇本 - 齊藤悠（日语：斉藤ひろし）
- 音樂 - 宇崎龍童
- 導演 - 瀧田洋二郎
- 監製 - 間瀬泰宏（日语：間瀬泰宏）
- 製作人 - 田上節郎、進藤淳一
- 攝影 - 栢野直樹（日语：栢野直樹）
- 燈光 - 長田達也（日语：長田達也）
- 美術 - 金田克美
- 剪輯 - 富田功（日语：冨田功）
- 製作委員會 - TBS電視台

### 主題歌
- 天使のため息（作詞・作曲：竹內瑪莉亞、編曲：山下達郎、歌：竹內瑪莉亞）

### 拍攝地
依劇情拍攝的順序列出：
- 雪之大谷（日语：立山黒部アルペンルート#雪の大谷）：是藻奈美與她母親（直子）出車禍的地點。[3]
- Secomedic醫院（日语：セコメディック病院）：劇中設定為「信濃姫川醫院」，是藻奈美與她母親（直子）一同被送入急診的醫院。[3]
- 峰岡町（日语：峰岡町）三丁目公園旁的斜坡：是身為藻奈美的直子與她丈夫（平介）回家時經過的路段。[3]該場景於劇中多次出現。
- 埼玉縣立所澤東高等學校（日语：埼玉県立所沢東高等学校）：劇中設定為「橫濱市立青葉南高等學校」，是身為藻奈美的直子所就讀的高校。[3]
- 峰岡町三丁目公園：是身為藻奈美的直子與她丈夫（平介）在鞦韆上談話的公園。[3]
- 東京藥科大學：劇中設定為「關東醫科大學」，是身為藻奈美的直子所就讀的大學。[3]
- 橫濱八景島海島樂園：是身為藻奈美的直子加入大學風帆社所在的碼頭。[3]
- 橫濱之星酒店（日语：スターホテル）：是身為藻奈美的直子與她大學學長（相馬春樹）約會所在的戶外咖啡廳。[3]該場景隨著酒店於2020年6月15日關閉後，隔年就被拆除。[4][5][6]
- 太東埼燈塔（日语：太東埼灯台）：是藻奈美攜著她父親（平介）前往，在化身為直子之後，與她丈夫（平介）談話的地點。[3]
- 幕張春天飯店（日语：ホテルスプリングス幕張）：是藻奈美結婚的場地。[3]

### 電影評價
- 2000年 日內瓦國際影展（Geneva International Film Festival （页面存档备份，存于）） 特別獎
- 2000年 錫切斯電影節（Sitges Film Festival （页面存档备份，存于））最佳女主角 - 廣末涼子
- 2000年 錫切斯電影節 最佳攝影 - 栢野直樹（日语：栢野直樹）
- 2000年 錫切斯電影節 入圍最佳電影
- 第33回 釜山國際電影節（Busan International Film Festival） 最佳女主角 - 廣末涼子
- 第33回 釜山國際電影節 最佳劇本 - 齊藤悠（日语：斉藤ひろし）
- 第23回 日本電影金像獎 最佳女主角 - 廣末涼子
- 第23回 日本電影金像獎 最佳男主角 - 小林薰
- 第23回 日本電影金像獎 最佳女配角 - 岸本加世子
- 第4回 日本Internet電影大獎 最佳導演 - 瀧田洋二郎
- 第4回 日本Internet電影大獎 最佳女主角 - 廣末涼子
- 第4回 日本Internet電影大獎 最佳男主角 - 小林薰
- 第12回 日刊體育電影大獎 新人獎 - 廣末涼子
- 第23回 山路文子電影獎 新女演員獎 - 廣末涼子